# 대니얼 레비 (기업인)
대니얼 레비(Daniel Levy, 1962년 2월 8일 ~ )는 영국의 기업인이자 ENIC 그룹과 잉글랜드 프리미어리그의 토트넘 홋스퍼 FC의 회장이다. 유대인계 영국인이다.

## 일생과 경력
영국 에식스 출생으로 캠브리지 대학 경제 랜드에서 퍼스트 클래스 우등 학위를 받고 졸업했으며, ENIC 그룹에 입사해 2001년 2월 지분을 통째로 매입한 후 조 루이스에 의해 제어된다.
ENIC의 지분을 가지고 스코틀랜드 프리미어리그의 레인저스 FC로 간 적이 있으며, 잉글랜드 프리미어리그 토트넘 홋스퍼 FC의 회장이 되었다. 이적 시장에서 한푼이라도 더 얻어내고자 협상을 질질 끄는 짠돌이로 유명하다. 때문에 금전적으로 이득을 얻은 적도 있지만, 뿔이 난 상대방이 협상을 파토내 선수 이적에 어려움을 겪은 적도 있어 이런 레비의 협상 방식에 호불호가 갈리는 편이다.
자신의 개인비서와 결혼하여 4명의 자녀를 두고 있다.

## 같이 보기
- 토트넘 홋스퍼 FC